# 万塞勒 (索恩-卢瓦尔省)
万塞勒（法語：Vincelles，法語發音：[vɛ̃sɛl]）是法国索恩-卢瓦尔省的一个市镇，属于卢昂区。

## 地理
万塞勒（46°39'34"N, 5°14'11"E）面积5.61 平方千米，位于法国勃艮第-弗朗什-孔泰大區索恩-卢瓦尔省，该省份为法国中部省份，北起顺时针与科多尔省、汝拉省、安省、罗讷省、卢瓦尔省、阿列省和涅夫勒省接壤。
与万塞勒接壤的市镇（或旧市镇、城区）包括：布朗日、卢昂。

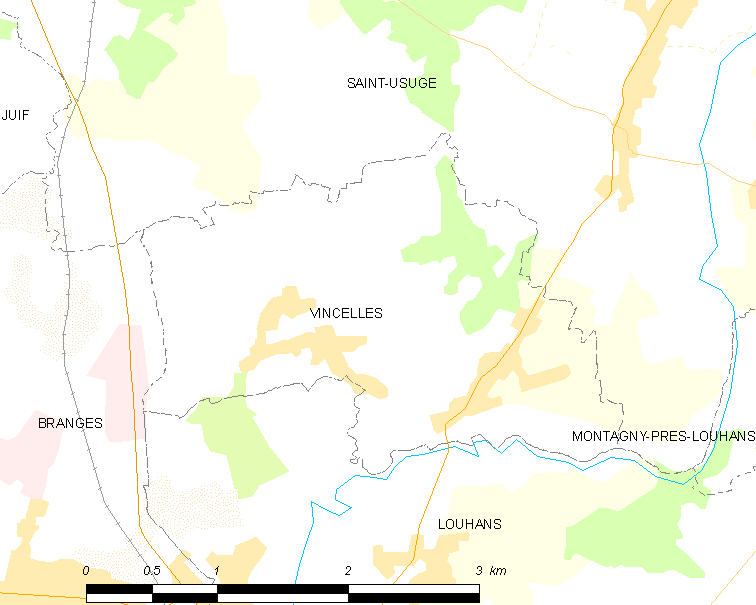
的OSM定位图

万塞勒的时区为UTC+01:00、UTC+02:00（夏令时）。

## 行政
万塞勒的邮政编码为71500，INSEE市镇编码为71580。

## 政治
万塞勒所属的省级选区为卢昂县。

## 人口

1962-2008年间人口变化图示

万塞勒于2022年1月1日时的人口数量为450人。